# Chajmino
Chajmino (in lingua russa Хаймино) è una città della Russia, sul fiume Oredež, nell'Oblast' di Leningrado.

## Geografia antropica

### Frazioni
- Lesnaja (Лесная, Lesnaya)